# Rörelser
Rörelser (meänkieli: Liikheitä) är en svensk-finländsk historisk dramafilm som hade biopremiär i Sverige den 2 maj 2025. Filmen är regisserad av Jon Blåhed som även skrivit filmens manus. Filmen är bland annat inspelad i Suvanto nära Pelkosenniemi i norra Finland och i Övertorneå och Haparanda kommun i Sverige. Filmkaraktärernas namn är hämtade från Bengt Pohjanens roman Dagning; röd! utgiven år 1988. Rörelser är den första långfilmen med huvuddialog på meänkieli, ett minoritetsspråk som talas i Tornedalen, en region där filmens regissör Jon Blåhed är född och uppvuxen.
Filmen hade världspremiär den 5 februari 2025 på 54th International Film Festival Rotterdam, där den vann the Big Screen Award. 

## Handling
Filmen handlar om Korpelarörelsen som var en religiös väckelserörelse som uppstod i Tornedalen under 1930-talet, under vilken tid filmen också utspelar sig. I filmen får Teodor budskap från gud. Även om hans fru Rakel själv är djupt kristen så tvivlar hon. Byborna blir dock allt mer övertygade av Teodors syner, och Rakel måste välja sida. Vilka uppoffringar är hon beredd att göra för sin familjs skull?

## Rollista (i urval)
- Jakob Öhrman – Teodor
- Jessica Grabowsky – Rakel[11]
- Maria Issakainen – Elsa
- Hannu-Pekka Björkman – Karl
- Elina Knihtilä – Tyra Viola
- Alma Pöysti – Lisa[11]
- Anton Raukola – Anton
- Rebekka Baer – Jorinda[11]
- Hannes Suominen – Valdemar
- Sampo Sarkola – Hannes
- Samuli Niittymäki – Toivo Korpela
- Kati Outinen – Rakels mamma
- Sakari Kuosmanen – Rakels pappa
- Markus Krunegård – Flottare Markus